# Palanas

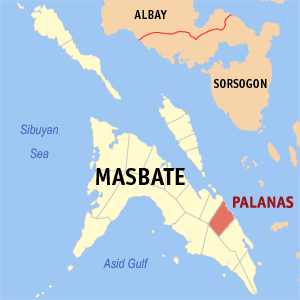
Bản đồ Masbate với vị trí của Palanas

Palanas là một đô thị hạng 4 ở tỉnh Masbate, Philippines. Theo điều tra dân số năm 2015 của Philipin, đô thị này có dân số 26.222 người trong.

## Các đơn vị hành chính
Palanas được chia ra 24 barangay.
| - Antipolo - Banco - Biga-a - Bontod - Buenasuerte - Intusan - Jose A. Abenir Sr. (Libtong) - Maanahao - Mabini - Malibas - Maravilla - Matugnao | - Miabas - Nabangig - Nipa - Parina - Piña - Poblacion - Salvacion - San Antonio - San Carlos - San Isidro - Santa Cruz - Malatawan |